# Bondefred

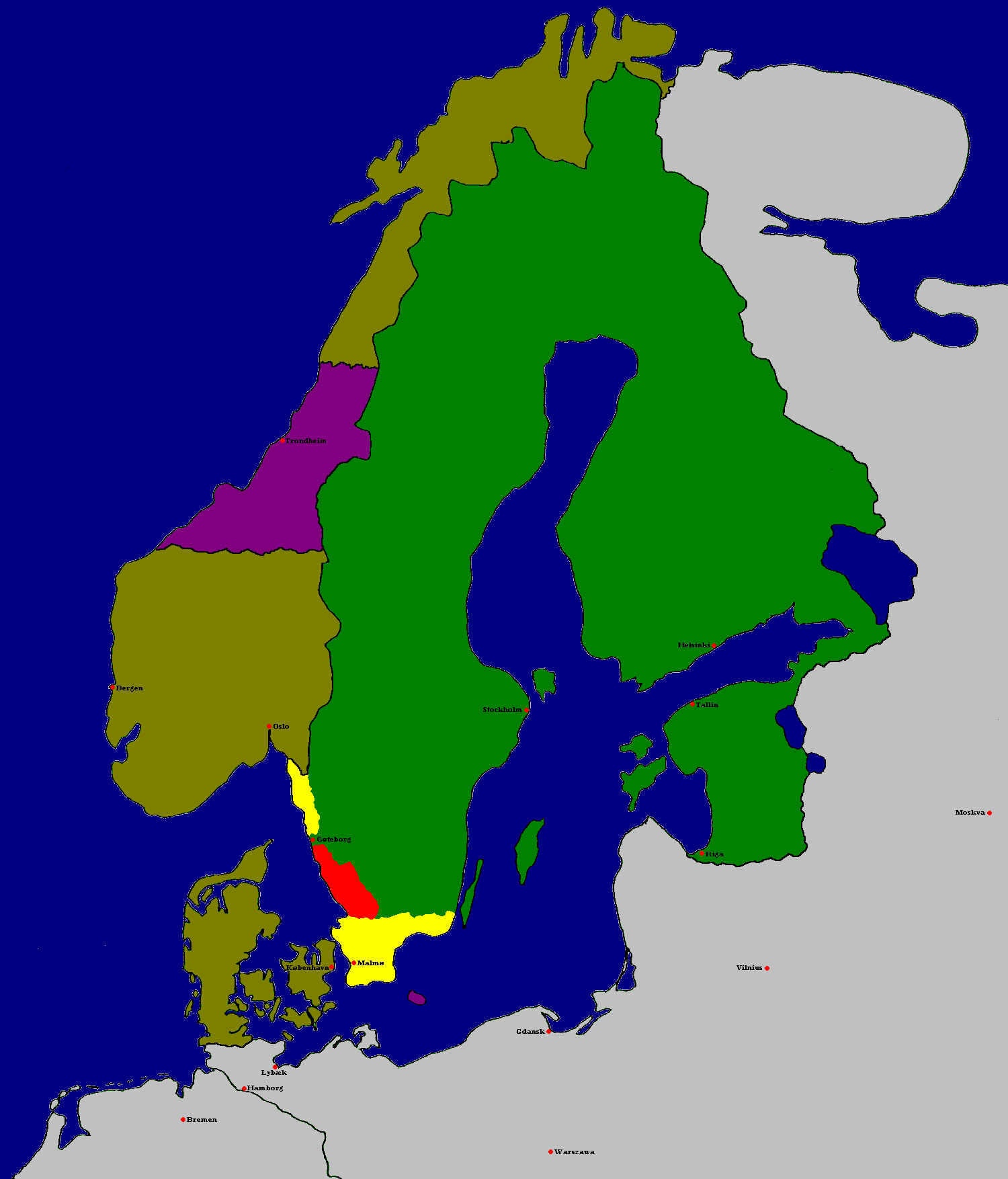
Sveriges riksgränser innan 1658 och freden i Roskilde

Bondefreder är en sammanfattande beteckning för separatfreder som ingåtts mellan delar av gränsbefolkningen i två krigförande länder på vardera sidan. I första hand används det om separatfreder vid riksgränsen i södra Sverige mellan landskap, härader och socknar på ömse sidor av den svensk-danska gränsen. En annan term som används är gränsfreder eftersom dessa lokala överenskommelser och avtal även omfattade adel, borgare och präster. 
Under 600 år berörde riksgränsen landskapen Värmland, Bohuslän, Dalsland, Västergötland, Småland, Halland, Skåne och Blekinge.  
Som hithörande räknas bland annat separatfreden mellan kung Albrekt av Mecklenburg och skåningarna 1381 och mellan Engelbrekt och skåningarna 1434 och 1436.
Därefter förvandlades vid varje krigsutbrott gränsbygden till krigsskådeplats och gränsbönderna till varandras fiender. Skåne förklarade sig exempelvis 1381, 1434 och 1436 för neutrala; Värends fem härader 1520. Mellan 1505 och 1525 upprättades ett tiotal gränsfreder, de flesta av smålänningar och blekingar. Orsaken var att handeln över gränsen stördes av krig. Småland importerade salt, sill och kryddor via Ronneby, och Blekinge nötkött och smör från Värend. "Oxen mäklar fred", är ett uttryck från denna tiden. Vid gränsen mot Norge stod värmlänningar bakom många bondefreder. 
På Furs bro har flera sockenfreder upprättats mellan svenska Vissefjärda socken och danska Fridlevstad socken. 
Det finns ett par dokument bevarade. Den första härstammar från Hjortsberga landsting i augusti 1505, som var ett fredsfördrag som omfattade Värend, Möre, Sunnerbo, Västbo härader, Blekinge och Göinge. Den andra härstammar från Kolshult där fred slöts mellan Värend och Blekinge den 18 maj 1525 och bekräftades på Hjortsberga landsting den 22 maj.
En överenskommelse slöts även mellan skånska och småländska gränssocknar 1676.